# 本多正貫
本多 正貫（ほんだ まさつら）は、江戸時代前期の大身旗本。

## 生涯
文禄2年（1593年）、長坂重吉の長男として生まれる。下総舟戸藩主・本多正重の長男正氏が秀次事件で自害し、次男の正包も早世していたため、生母が正重の娘だった正貫が正重の養子として迎えられ、元和3年（1617年）の正重の死去により家督を継いだ。しかし、幕府によって1万石の所領を8000石に削減されたため、正貫は旗本となった。なお、削減、減封は正重の遺言とも言われている。
寛永11年（1634年）に書院番頭に任じられ、寛永19年（1642年）には大番頭に任じられた。寛文4年（1664年）に嫡男の正直に家督を譲って隠居した。
寛文12年（1672年）2月1日に死去。享年80。